# Angelika Olszewska
Angelika Katarzyna Olszewska, z d. Stokłosa (ur. 19 września 1989 w Warszawie) – polska aktorka teatralna, filmowa i dubbingowa.

## Życiorys
Jest absolwentką LXXXVI Liceum Ogólnokształcącego im. Batalionu „Zośka” w Warszawie. W 2015 roku ukończyła studia w Akademii Teatralnej im. Aleksandra Zelwerowicza. Podczas studiów uczestniczyła w warsztatach w Berlinie we współpracy z Teatrem Schaubühne (w 2011) i odbyła staż w École régionale d'acteurs de Cannes w Marsylii (w 2012). Współpracuje z Teatrem Powszechnym w Łodzi.
Jest autorką monodramów: O matko z córką i O co biega kobietom (wspólnie z Maciejem Kałachem) oraz scenariusza do seriali Jonasz z 2B i Jonasz z maturalnej, w których zagrała również rolę siostry głównego bohatera, a także pełniła funkcję kierownika produkcji.
Prowadziła zajęcia teatralne dla dzieci i młodzieży w Ognisku Teatralnym „U Machulskich”, współtworzyła audycję Czas Eliasza w Radiu Warszawa, prowadziła autorski program Babskim Okiem w Telewizji Salve oraz współpracowała z serwisem religia.onet.pl. W 2017 roku poprowadziła galę rozdania nagród na Międzynarodowym Festiwalu Filmów Niepokalanów we Wrocławiu.
Prywatnie jest żoną reżysera Mateusza Olszewskiego (od 2013), mają troje dzieci: Klarę, Helenę i Stanisława.

## Nagrody
- 2017: nagroda „Uwaga: Nadzieja” na V Koszalińskich Ogólnopolskich Dniach Monodramu – Debiuty za monodram O matko z córką.
- 2017: nagroda na XIV Ogólnopolskich Spotkaniach z Monodramem „O Złotą Podkowę Pegaza” w Suwałkach za monodram O matko z córką[1][6].

## Filmografia
- 2021 – Na Wspólnej jako Paula Sznajder (odc. 3258)
- 2021 – Jonasz z maturalnej jako Ewa
- 2020 – Miasto długów jako Iza Rucka (odc. 21)
- 2020 – Jonasz z 2B jako Ewa
- 2018 – Anatomia książki i okładki
- 2017 – Zwykłe losy Zofii jako Matka
- 2017 – Kwestia czasu
- 2016 – Goodbye, Soldier jako Marta[1][15][16]
- 2014 – Zbroja jako Pielęgniarka

## Role teatralne
- 2020 – Gacek jako Upiór (spektakl telewizyjny)
- 2019 – O co biega kobietom? (reż. Mateusz Olszewski, Teatr Nowy w Łodzi)
- 2019 – Ferragosto (reż. Adam Orzechowski, Teatr Powszechny w Łodzi)
- 2018 – Sprawa polski jest najważniejsza. Rzecz o Wincentym Witosie (reż. Dariusz Kowalski)
- 2018 – Wieczory Ateńskie (reż. Mateusz Olszewski, Centrum Kultury w Gdyni)
- 2017 – Historyja o chwalebnym Zmartwychwstaniu Pańskim (reż. Mateusz Olszewski, Teatr Oratorium)
- 2017 – Bo wszyscy Polacy to jedna rodzina (etiuda reżyserska IVR reżyserii pod opieką Pawła Łysaka)
- 2016 – czytanie performatywne Jeanne d’Arc (reż. Waldemar Raźniak, Klub „Żak” w Gdańsku)
- 2015 – O matko z córką (reż. Mateusz Olszewski, Teatr „Scena Lubelska 30/32”)
- 2014 – czytanie performatywne Czerwone i zielone jako Lillie (reż. Mateusz Olszewski)
- 2014 – czytanie Chór Charona jako Annuszka (reż. Anika Idczak, Teatr Studio w Warszawie)
- 2014 – Tonacja Blue jako Mężatka (reż. Marcin Hycnar)
- 2013 – Zimowa Opowieść jako Hermiona (Teatr Collegium Nobillum w Warszawie)
- 2012 – Les corps étrangers (festiwal „Actoral” w  Marsylii)
- 2012 – Le formidable Bordel jako Odnajmująca (Teatr Collegium Nobillum w Warszawie)
- 2011 – Wieczór Kuglarzy jako Anna (Teatr Collegium Nobillum w Warszawie)[1][15][16][17]

## Dubbing
- 1993: Przemieńcie się, Czarodziejki!
- 1993: Sailor Moon R – Czarodziejka z Księżyca: Film kinowy
- 2007–2014: S.A.W. Szkolna Agencja Wywiadowcza:
  - kobieta 2 (odc. 50),
  - dziewczyna 1 (odc. 59),
  - Jessica (odc. 59),
  - blondynka (odc. 63, 67),
  - dziewczyna (odc. 66, 70),
  - Naomi (odc. 69, 74),
  - pielęgniarka 2 (odc. 71),
  - recepcjonistka (odc. 72),
  - gwary (odc. 24-32, 34-41, 44-60, 63, 65-70, 72-75)
- 2013–2016: Ever After High – Meeshell Mermaid (odc. 63)